# Kanton Château-Arnoux-Saint-Auban
Der Kanton Château-Arnoux-Saint-Auban ist ein französischer Wahlkreis im Département Alpes-de-Haute-Provence in der Region Provence-Alpes-Côte d’Azur. Er umfasst acht Gemeinden in den Arrondissements Forcalquier und Digne-les-Bains. Durch die landesweite Neuordnung der französischen Kantone wurde er 2015 neu geschaffen.

## Gemeinden
Der Kanton besteht aus acht Gemeinden mit insgesamt 12.506 Einwohnern (Stand: 1. Januar 2022) auf einer Gesamtfläche von 144,96 km²:
| Gemeinde                          | Einwohner 1. Januar 2022 | Fläche km² | Dichte Einw./km² | Code INSEE | Postleitzahl | Arrondissement  |
| --------------------------------- | ------------------------ | ---------- | ---------------- | ---------- | ------------ | --------------- |
| Aubignosc                         | 624                      | 14,74      | 42               | 04013      | 04200        | Forcalquier     |
| Château-Arnoux-Saint-Auban        | 5.095                    | 18,34      | 278              | 04049      | 04160        | Digne-les-Bains |
| Châteauneuf-Val-Saint-Donat       | 529                      | 21,10      | 25               | 04053      | 04200        | Forcalquier     |
| Ganagobie                         | 90                       | 10,50      | 9                | 04091      | 04310        | Digne-les-Bains |
| L’Escale                          | 1.402                    | 20,36      | 69               | 04079      | 04160        | Digne-les-Bains |
| Montfort                          | 333                      | 12,08      | 28               | 04127      | 04600        | Forcalquier     |
| Peyruis                           | 2.796                    | 23,23      | 120              | 04149      | 04310        | Digne-les-Bains |
| Volonne                           | 1.637                    | 24,61      | 67               | 04244      | 04290        | Digne-les-Bains |
| Kanton Château-Arnoux-Saint-Auban | 12.506                   | 144,96     | 86               | 0403       | –            | –               |

## Politik
| Vertreter im Départementsrat | Vertreter im Départementsrat    | Vertreter im Départementsrat |
| Amtszeit                     | Namen                           | Partei                       |
| ---------------------------- | ------------------------------- | ---------------------------- |
| 2015–                        | Sandrine Cosserat Claude Fiaert | PS                           |